# エルバン・アベイレゲッセ
エルバン・アベイレゲッセ （Elvan Abeylegesse、1982年9月11日 - ）は、エチオピア出身のトルコの陸上競技選手である。

## 経歴
アベイレゲッセは、エチオピア出身であるが、層の厚いエチオピアから陸上の中長距離では無名の国であるトルコに国籍変更して活躍している選手である。彼女は、2001年のヨーロッパジュニア選手権の3000mと5000mで優勝しているが、ここから彼女は徐々に力をつけてゆき、2002年には3000mで8分31秒94、2004年には1500mで3分58秒38を出すようになると次第に注目されるようになる。
2004年アテネオリンピックの直前に行われたビスレットゲームズでは、5000mで中国の姜波が持っていた14分28秒09の世界記録を破り、14分24秒68の世界新記録を樹立した。一気にオリンピックでも金メダル候補と目されるようになるが、本番では1500mで8位、5000mで12位という結果に終わってしまう。
2006年には彼女が持っていた5000mの世界記録は、エチオピアのメセレト・デファーによって破られることとなった。
2008年北京オリンピックの10000mでは、エチオピアのティルネシュ・ディババとの一騎討ちとなったが、ラスト一周でディババのスパートについて行けず、惜しくも銀メダルとなった。しかし記録は自己ベストで大会史上初、世界でも史上3人目の29分台となる29分56秒34という好タイムであった。
2017年3月当時のドーピングによりオリンピックの銀メダル2個と世界陸上の銀メダル1個が剥奪された。

## 主な実績
- 2001年ヨーロッパジュニア陸上 5000m 15分21秒12 1位
- 2001年世界陸上 5000 m 15分22秒89 予選落ち
- 2002年ヨーロッパ選手権 5000m 15分24秒41 7位
- 2003年世界陸上 5000 m 14分53秒56 5位
- 2003年IAAFワールドアスレティックスファイナル 5000m 14分56秒25 1位
- 2004年ビスレットゲームズ 5000 m 14分24秒68(世界新) 1位
- 2004年アテネオリンピック 5000m 15分12秒64 12位
- 2004年アテネオリンピック 1500m 4分00秒67 8位
- 2004年IAAFワールドアスレティックスファイナル 5000m 14分59秒19 1位
- 2006年ヨーロッパ選手権 5000m 14分59秒29 銅メダル

## 自己ベスト
- 1500 m 3分58秒28 (2004年)
- 2000 m 5分33秒83 (2003年)
- 3000 m 8分31秒94 (2002年)
- 5000 m 14分24秒68 (2004年)
- 10000 m 29分56秒34 (2008年)